# Greg Heffley
Gregory Heffley, mais conhecido como Greg Heffley, "O Banana" é um personagem fictício de uma série de livros Diário de um Banana, escrito por Jeff Kinney, publicado por V&R Editoras no Brasil e pela Booksmile em Portugal. Seu apelido, "Banana" pode se caracterizar tanto pelo seu comportamento desajeitado com as pessoas, como também pela curvatura de seu corpo, semelhante à uma Banana.  
Ao longo do livro, Greg relata a vida dele semelhante a um Diário (embora ele se recuse a dizer que seu livro é um diário, e sim um "livro de memórias"), a sua vida na adolescência e os suas peripécias na escola com o seu melhor amigo chamado Rowley, Greg Heffley cursa o 2°ciclo (no Brasil conhecido como ensino fundamental). Greg gosta também de uma garota chamada Holly Hills, mas não é correspondido.Gregory Heffley é o segundo filho de sua família, composta pelo irmão mais velho, Rodrick, que gosta de tocar guitarra e é criador de uma banda de rock chamada "Frawda Cheia" e seu irmão mais novo, Manny, que sempre atazana a vida de Greg e nunca é punido. A Mãe de Greg é colunista de um jornal, onde Greg às vezes aparece em colunas de maternidade. O nome da mãe de Greg é Susan. O pai de Greg trabalha em uma agência nunca citada nos livros, e seu nome é Frank. O melhor amigo de Greg é o Rowley Jefferson, seu vizinho que é um pouco infantil e sempre acompanha Greg em todas as situações, seja na escola ou na vizinhança.

## Personalidade
Greg Heffley é travesso, preguiçoso, paranoico, arrogante e desonesto. Ele é conhecido por ficar com ciúmes facilmente, tendendo a ser um amigo pobre, algo que até ele concorda, e não gosta de assumir a culpa por eventos negativos e tenta distorcer qualquer situação que possa a seu favor, para que ele possa subir sua "escada de popularidade". Apesar de todos esses traços negativos, ele mostrou um lado mais gentil. Ao longo da série, os esquemas de Greg para adquirir dinheiro e popularidade sempre saem pela culatra. Ele também gosta de jogar videogames.
Seu melhor amigo é Rowley Jefferson (eles costumam entrar em discussões). Rowley participa dos esquemas de Greg e às vezes é vítima da manipulação e engano de Greg. Os dois têm um relacionamento muito complicado, já que Greg às vezes se aproveita da boa natureza de Rowley, e seus próprios esquemas fracassam devido à tolice de Rowley, como a "confissão" de Rowley à parede vandalizada. Os pais de Rowley, principalmente seu pai, vêem Greg como uma má influência para o filho deles. Isso ocorre porque Greg tem uma tendência para colocar ele e Rowley em apuros.
Na escola, Greg recebe notas baixas, sofre bullying, lida com as dificuldades do ensino médio e está sempre tentando ganhar pontos de popularidade para ganhar atenção e respeito (embora seus planos para fazê-lo muitas vezes resultem em queda de popularidade, ou sem querer aumentar a popularidade de Rowley). Em casa, Greg tem um relacionamento misto com sua família, especialmente com seu irmão mais novo, Manny, que é excessivamente mimado e protegido por seus pais (particularmente sua mãe, Susan). Sua mãe tenta encontrar maneiras para que Greg e seu irmão mais velho, Rodrick, se dê bem, mas que nunca dão certo. O pai de Greg, Frank, fica aborrecido com as artimanhas e a preguiça de Greg e tenta torná-lo mais ativo. Greg tem uma relação de amor e ódio com seu irmão mais velho, Rodrick. Greg é muitas vezes atormentado e intimidado por Rodrick e também é vítima de suas brincadeiras, mas eles se importam um com o outro no fundo. Além disso, ele herdou muitas das características de Rodrick (como preguiça, ego grande, desdém por esportes, ser um trapaceiro etc.). Na verdade, muitos dos professores de Greg não gostam dele porque originalmente tinham o Rodrick como estudante, embora o comportamento em sala de aula de Greg não espelhasse o de Rodrick.
Um traço notável de Greg que se torna mais aparente à medida que os romances se passam é sua falta de pensamento lógico e crítico. Muitas de suas ações demonstram não ter nenhum pensamento ou consideração antes de serem encenadas, e geralmente terminam em repercussões desastrosas. Isso é mostrado quando ele atrasa sua família secando sua meia depois de pisar em uma poça de lama enquanto se dirige para um aeroporto, e depois queima a meia enquanto tenta secá-la. Greg também foi mostrado para mostrar o esquecimento constante, bem como nenhum pensamento linear. Um bom exemplo disso é quando ele constantemente tem que se lembrar de colocar suas meias antes de seus sapatos depois de uma série de incidentes envolvendo ele fazendo o ato oposto.
Greg é fã de videogames e histórias em quadrinhos e ele os vê como talentos, o que irrita seu pai, Frank. Seu maior presente é para cartum e humor seco, evidenciado pelas muitas histórias em quadrinhos que ele desenhou. Porém, foi revelado no livro Diary of a Wimpy Kid: The Long Haul que Greg gosta muito da série de livros Os Ladrões de Cuecas. 
O vizinho de Greg é seu colega de escola desajeitado, impopular e excêntrico, chamado Fregley, cuja grande variedade de estranhezas repugna e confunde os que o rodeiam, incluindo Greg, que tenta se distanciar de Fregley o máximo possível. Embora Greg deteste o fato de que ele é vizinho de Fregley, a única vez que ele demonstrou interesse em adquirir amizade com Fregley está no oitavo livro Hard Luck, onde ele se torna amigo de Fregley (embora isso seja realmente para Greg, vantagem de se tornar popular).
Greg também é conhecido por ter muitas atrações para as garotas ao longo da série, mais notavelmente uma garota chamada Holly Hills, sua colega de classe. Seus esquemas geralmente falham na esperança de atrair garotas. Um exemplo muito notável é The Third Wheel, em que Greg tenta usar Rowley como um wingman para conseguir uma data para a próxima dança do Dia dos Namorados. Ele consegue obter a chance de levar uma garota chamada Abigail para o baile, mas Rowley, que aparece como uma terceira roda, daí o nome, prova ser um encontro melhor do que Greg na dança. Isso acaba levando Rowley e Abigail a se tornarem um casal, preparando o palco para o Hard Luck .

## Nos filmes

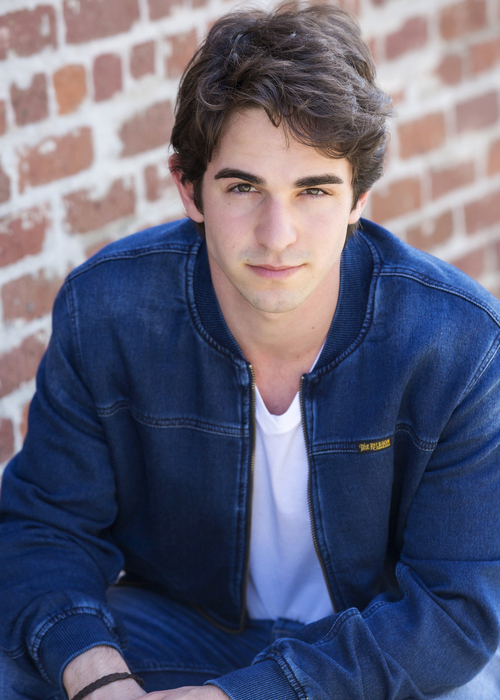
Zachary Gordon interpretou Greg na série se filmes Diary of a Wimpy Kid.

Nas três primeiras adaptações da série, Greg foi retratado pelo ator Zachary Gordon. O primeiro diário de adaptação de Diary of a Wimpy Kid foi dirigido por Thor Freudenthal. O filme foi lançado em 19 de março de 2010 . Foi lançado em DVD, iTunes e Blu-ray em 3 de agosto de 2010 . O filme é estrelado por Zachary Gordon como Greg, Robert Capron como Rowley, Steve Zahn como Pai de Greg, Rachael Harris como mãe de Greg, Devon Bostick como Rodrick, Chloë Grace Moretz como um novo personagem chamado Angie e Connor e Owen Fielding como Manny.
O segundo filme Diary of a Wimpy Kid: Rodrick Rules foi lançado pela 20th Century Fox em 25 de março de 2011 em todo o mundo e 17 de março em Cingapura com o elenco antigo reprisando seus papéis. O filme foi dirigido por David Bowers e segue as tentativas equivocadas da mãe de Greg e Rodrick, Susan, de forçar os dois irmãos a se unirem através de um sistema chamado "Mom Bucks". Ele recebeu críticas mistas dos críticos, embora tenha recebido vários prêmios e tenha sido indicado para várias indicações, principalmente no 33º Young Artist Awards.
O terceiro filme da franquia intitulado Diary of a Wimpy Kid: Dog Days foi lançado em 3 de agosto de 2012, com o elenco antigo retornando em seus papéis. Bowers retorna como diretor e o filme segue as férias de verão de Greg. É o filme final para apresentar o elenco original.

O elenco foi completamente alterado para o quarto filme Diary of a Wimpy Kid: The Long Haul, que foi lançado em 19 de maio de 2017 com Jason Drucker como Greg, Charlie Wright como Rodrick, Owen Asztalos como Rowley, Wyatt e Dylan Walters como Manny, Tom Everett Scott como Frank e Alicia Silverstone como Susan.